# Матвейцев, Иван Михайлович
Иван Михайлович Матвейцев (1915—1992) — лейтенант Рабоче-крестьянской Красной Армии, участник Великой Отечественной войны, Герой Советского Союза (1944).

## Биография
Родился 5 января 1915 года в деревне Гатиха (ныне — Камешковский район Владимирской области). Окончил шесть классов школы. В 1930 году переехал в Москву, работал маляром, учился в Московской юридической школе. В 1936—1938 годах проходил службу в Рабоче-крестьянской Красной Армии. В 1940 году повторно был призван в армию. В том же году он окончил курсы младших лейтенантов. С февраля 1942 года — на фронтах Великой Отечественной войны.
К сентябрю 1943 года лейтенант Иван Матвейцев командовал ротой 74-го танкового полка 71-й механизированной бригады 9-го механизированного корпуса 3-й гвардейской танковой армии 1-го Украинского фронта. Отличился во время битвы за Днепр. В ночь с 29 на 30 сентября 1943 года рота под командованием Ивана Матвейцева переправилась через Днепр и приняла активное участие в боях за захват и удержание плацдарма на его западном берегу. 12 октября 1943 года в бою экипаж Ивана Матвейцева уничтожил 2 миномёта с расчётами, что способствовало успешному наступлению советской пехоты и прорыву немецкой обороны. 31 октября 1943 года во второй раз переправился через Днепр, на сей раз на Лютежский плацдарм. Рота Ивана Матвейцева 5 ноября 1943 года прошла с боями 20 километров, освободив станцию Жуляны и уничтожив 3 артиллерийских батареи и около 100 солдат и офицеров противника. В бою за село Хотов Киево-Святошинского района танк ивана Матвейцева был подбит, а сам лейтенант получил тяжёлое ранение, но продолжал вести огонь из обездвиженного танка. Экипаж вёл бой с окружившим его противником в течение двенадцати часов, продержавшись до подхода подкреплений.
Указом Президиума Верховного Совета СССР «О присвоении звания Героя Советского Союза генералам, офицерскому, сержантскому и рядовому составу Красной Армии» от 10 января 1944 года за «образцовое выполнение боевых заданий командования на фронте борьбы с немецко-фашистскими захватчиками и проявленные при этом отвагу и геройство» был удостоен высокого звания Героя Советского Союза с вручением ордена Ленина и медали «Золотая Звезда» за номером 3616.
После окончания войны был уволен в запас. Проживал и работал в Рыльске. С 1952 по 1963 год возглавлял Рыльский районный суд. Скончался 3 июня 1992 года, похоронен на рыльском кладбище «Красная Горка».
Был также награждён орденами Отечественной войны 1-й степени и Красной Звезды, рядом медалей.

## Память
- Мемориальная доска в память о Матвейцеве установлена Российским военно-историческим обществом на здании МДОУ «Гатиха» села Гатиха Камешковского района.
- В его честь названа улица в городе Рыльске.